# 46692 Taormina
46692 Taormina este un asteroid din centura principală, descoperit pe 2 februarie 1997, de Jana Tichá și Miloš Tichý.